# Tokarnia (Petite-Pologne)
Pour les articles homonymes, voir Tokarnia.
Tokarnia est une localité polonaise de la gmina de Tokarnia, située dans le powiat de Myślenice en voïvodie de Petite-Pologne.